# TIMØ (banda)
TIMØ es una agrupación musical del género Pop, Tropipop,rock ) originaria de Bogotá, Colombia. Fue creada en el año 2019 y es conformada por Andrés Vásquez, Alejandro Ochoa y Felipe Galat.
Esta banda posee actualmente un canal de YouTube donde se pueden ver todos los videoclips de sus canciones. 

### Inicios
Los integrantes de la banda se conocieron en la Pontificia Universidad Javeriana (PUJ), mas concretamente en la facultad de Música.

### Origen del nombre
El nombre se origina desde el primer momento en el que Andrés Vásquez y Alejandro Ochoa se cruzaron por primera vez en el departamento de admisiones (PUJ), Donde Andrés se acercó a Alejandro diciéndole que se parecía a un amigo cercano de él llamado "Simón". Conforme se fueron conociendo, los allegados de Andrés empezaron a llamar "Timo" a Alejandro, creyendo que este se llamaba Simón". 
Pero en un en vivo con Simón Vargas (bajista de Morat) Andrés dijo que la historia verdadera es que de las primeras cosas que le dijo a Alejandro fue "Usted se parece mucho a Simón Vargas de Morat" y ahí le fueron diciendo "Simón" a Alejandro hasta que fueron deformando el nombre y de ahí salió el nombre que todos conocemos "Timø"
En una entrevista reciente hablaron sobre esto y afirmaron que este era el nombre por sus extraños nombres que se ocultaron por un largo periodo de tiempo.
Aunque esto es una de las muchas versiones que ha dado la banda, hoy en día se desconoce el origen de su nombre, ya que en cada entrevista dan una versión diferente del mismo, hasta hoy en día el origen del nombre "TIMØ" es desconocido. 

### 2019:Bebamos, Juernes y Quiero saber
A mediados del año 2019 la banda compuso orgánicamente la canción "Bebamos", la cual se volvió viral por una gran difusión en la red social WhatsApp. Tal fue el impacto de la nueva canción, que a raíz de esta fueron entrevistados en medios de cadena nacional como la revista Shock y el canal NTN24 (ambas de la cadena Colombiana RCN) . Después, siguieron componiendo ese mismo año lanzando así las canciones "Juernes" y "Quiero Saber". 

### 2020: "Adiós, Adiós" y Me gustas
A inicios del año 2020 lanzaron el sencillo "Adiós, Adiós" y "Me gustas" teniendo un gran recibimiento por parte de la creciente comunidad de Fans del grupo musical.ASI siendo “me gustas” una de sus canciones más reproducidas y escuchadas en Spotify y otras redes de música a nivel latinoamericano.

### 2020:Algo Diferente (E.P)
Días antes del lanzamiento de "Algo Diferente"(E.P)  , la banda dio un concierto en vivo desde el Movistar Arena"-
El 6 de noviembre, lanzaron su primer (E.P) llamado "Algo diferente" a través de la distribuidora Believe Digital. Algunas de estas canciones lograron entrar en el "TOP 50 Colombia" de la plataforma de streaming Spotify. También estuvieron como carátula en importantes listas de reproducción de la misma plataforma tales como "Evolución Pop", "Latin Pop Raising" y "Frecuencia Pop".

### 2021:Nuevos Sencillos
El 10 de junio lanzan su sencillo "Cinco A Cero" producido por Mauricio Rengifo y Andrés Torres
El 29 de julio lanzan su segundo sencillo del año llamado "Espejito, Espejito".
El 29 de octubre lanzan su tercer sencillo del año llamado "Amigos".

## Miembros
- Andrés Vásquez

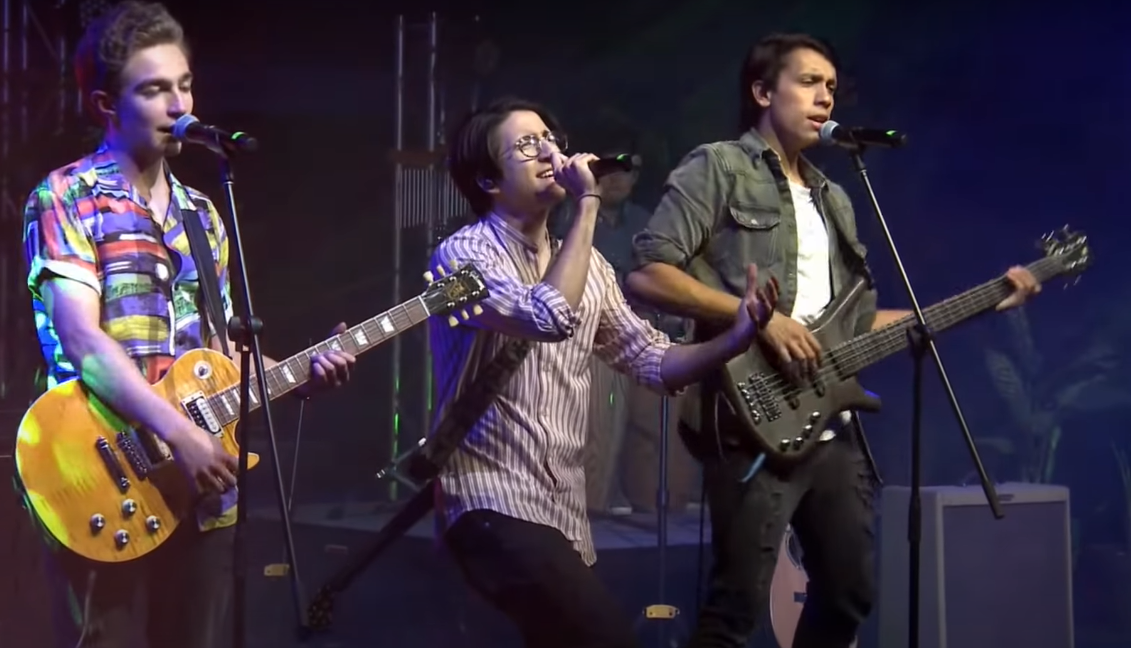
TIMØ tocando en el Movistar Arena. Bogotá, Colombia

Vocalista y bajista de la banda, originario de Bogotá, Cundinamarca. estudiante de Música (PUJ).
- Alejandro Ochoa

Vocalista y guitarrista de TIMØ, es originario de Cartagena, Bolívar, estudiante de Música (PUJ). 
- Felipe Galat

Vocalista y Guitarrista de TIMØ, nació en Bogotá, Cundinamarca, estudiante de Música (PUJ).

## Discografía

### Singles
- "Bebamos" (2019)
- "Juernes" (2019)
- "Quiero Saber" (2019)[3]
- "Adiós, Adiós" (2020)
- "Me Gustas" (2020)
- "Pase Lo Que Pase" (2020)
- "Despierto" (2020)
- "Baila Sola" (2020)
- "Deja Vu" (2020)
- "Se Escaló" (2020) [4]
- "Algo Diferente" (2020)
- "Cinco A Cero" (2021)
- "Espejito, Espejito" (2021)
- "Amigos" (2021)
- "Tierra Lejana" (2022)
- "Canción De Amor" (2022)
- "Modo Melancólico" (2022)
- "Ella Es" (2022)
- "Salvavidas" (2022)
- "ENERO" (2023)
- "Tu Apodo" (2023)
- "Conquistar El Planeta" (2023)
- "Nunca deja de llover" (2023)
- "Quédate" (2023)
- "Mentiiira" (2023)
- "215 Días" (2023)
- "99%" (2023)
- "Promete" (2023)
- "Hoy Festejo" (2023)
- "Golpes Contra Las Paredes" (2023)
- "Siete" (2023)
- "No Me Arrepiento" (2023)
- "A veces" (2023)
- "Se siente así" (2023)
- "Luz" (2024)
- "Superpoder" (2024)
- "El Canto Del Olvido" (2024)
- "Aprender A Vivir" (2024)
- "Para El Tiempo" (2024)
- "Diamante" (2025)
- "No Volveré </3" (2025)
- "Vino Rosé" (2025)
- "Karma" (2025)

### Álbumes
- "Estemos Donde Estemos" (2023). Incluye sus sencillos y tres canciones nuevas: "Nicotina", "Se Siente Así" y "No Me Arrepiento".
- "Estemos Donde Estemos (edición Deluxe) (2023). Incluye cuatro canciones nuevas: "215 días", "99%", "Promete" y “Quédate”

### Extended Plays
| Título                | Canciones del álbum                                                                | Fecha de lanzamiento   | Discográfica    |
| --------------------- | ---------------------------------------------------------------------------------- | ---------------------- | --------------- |
| Estemos donde Estemos | - Pase Lo Que Pase - Despierto - Baila Sola - Deja vu - Se Escaló - Algo Diferente | 6 de noviembre de 2020 | Believe Digital |

## Colaboraciones
Hasta ahora, TIMØ ha colaborado con Andrés Cepeda, Bacilos, Pitizon, Leon Leiden, Los Rumberos, Mar Lucas, Álvaro de Luna, Santiago Cruz, Cardellino, Yourboyfriend y el más actual Alex Ponse con su canción llamada “No volveré “

## Reconocimientos

### Radar Generación 2020 (Spotify)
- Artista Radar (Spotify Latinoamérica)

### Premios Nuestra Tierra 2021
- Artista Revelación (Nominado)

### Premios Grammy Latinos 2023
- Mejor Nuevo Artista (Nominado)